# Slow Burn
Singles de David Bowie
Seven
(juillet 2000) Everyone Says 'Hi'
(juin 2002)
Slow Burn est une chanson de David Bowie parue en 2002 sur l'album Heathen.
Elle constitue le premier single tiré de l'album. Les différentes versions du single présentent des faces B issues du projet abandonné Toy (Shadow Man et You've Got a Habit of Leaving), ainsi que des chutes de Heathen (Wood Jackson et When the Boys Come Marching Home).

## Musiciens
- David Bowie : chant, saxophone
- Pete Townshend : guitare
- Tony Visconti : basse, flûte, chœurs, arrangements
- Matt Chamberlain : batterie, boucles, percussions
- David Torn : guitare, boucles, omnichord
- Jordan Rudess : piano, orgue Hammond
- The Scorchio Quartet :
  - Greg Kitzis : premier violon
  - Meg Okura : deuxième violon
  - Martha Mooke : alto
  - Mary Wooten : violoncelle